# Sergej Lovačov
Sergej Lovačov (rusky Сергей Ловачёв ; * 18. května 1959) je bývalý sovětský atlet, sprinter, specialista na 400 metrů.
Na premiérovém mistrovství světa v Helsinkách v roce 1983 byl členem vítězné sovětské štafety na 4 × 400 metrů. O rok později se stal halovým mistrem Evropy v běhu na 400 metrů.